# Bianca Bustamante
Bianca Bustamante (Manilla, 19 januari 2005) is een Filipijns autocoureur. Sinds 2023 maakt zij deel uit van het McLaren Driver Development Programme, het opleidingsprogramma van het Formule 1-team van McLaren.

## Carrière
Bustamante maakte haar autosportdebuut in het karting. In 2015 nam zij deel aan de TaG Cadet-klasse van de SKUSA SuperNationals XIX, waarin zij op plaats 21 eindigde. Dat jaar werd zij tevens negende in de PSL West Mini Max-klasse van de Challenge of the Americas. In 2016 keerde zij terug in de SKUSA SuperNationals XX, maar ditmaal in de X30 Junior-klasse, waarin zij op plaats 43 eindigde. In 2020 werd zij zestiende in de Senior-klasse van de IAME Asia Cup.
In 2022 maakte Bustamante de overstap naar het formuleracing, waarin zij debuteerde in de nieuwe USF Juniors voor het team IGY6 Motorsports. Tevens werd zij dat jaar in de winter, samen met veertien andere potentiële deelnemers, uitgenodigd voor een test van de W Series in Arizona. Later werd zij uitgekozen voor een tweede test op het Circuit de Barcelona-Catalunya, voordat zij door de organisatie werd geselecteerd om aan het volledige W Series-seizoen deel te nemen. In de eerste race op het Miami International Autodrome eindigde zij als negende, wat haar enige top 10-finish van het seizoen bleek te zijn. Met 2 punten werd zij vijftiende in de eindstand.
In 2023 begon Bustamante het seizoen in het Formule 4-kampioenschap van de Verenigde Arabische Emiraten bij Prema Racing. Een negende plaats op het Dubai Autodrome was haar beste resultaat, waardoor zij met 3 punten op plaats 27 in het klassement eindigde. Vervolgens stapte zij over naar de F1 Academy, een nieuwe klasse voor vrouwen die door de Formule 1 wordt georganiseerd, waarin zij eveneens voor Prema reed. Zij won twee races op het Circuit Ricardo Tormo Valencia en het Autodromo Nazionale Monza en stond daarnaast nog tweemaal op het podium. Met 116 punten werd zij zevende in het kampioenschap. Tevens reed zij in enkele raceweekenden van het Italiaans Formule 4-kampioenschap en de USF Juniors.
In 2024 begon Bustamante het jaar in de Formula Winter Series bij het GRS Team, waar zij in drie van de vier raceweekenden reed. Een zeventiende plaats op het Motorland Aragón was haar beste race-uitslag, waardoor zij puntloos veertigste in de eindstand werd. Vervolgens keerde zij terug in de F1 Academy, waarin zij overstapte naar ART Grand Prix. Tevens werd zij opgenomen in het McLaren Driver Development Programme, het opleidingsprogramma van het Formule 1-team van McLaren. Zij behaalde een podiumfinish op het Miami International Autodrome en werd zodoende met 73 punten opnieuw zevende in het kampioenschap. Hiernaast reed zij nog enkele races in zowel het Italiaans als het Brits Formule 4-kampioenschap en het Euro 4 Championship.
In 2025 stapt Bustamante over naar het GB3 Championship, waar zij voor het team Elite Motorsport uitkomt.